# Eysturoy
Eysturoy [ˈɛstɹɔi] (dänisch Østerø ‚Ostinsel‘) ist die zweitgrößte Insel der Färöer im Nordatlantik. Sie liegt, durch einen Sund getrennt, östlich der Hauptinsel Streymoy.
Der höchste Berg der Insel und auch der Färöer ist der Slættaratindur mit einer Höhe von 880 m.o.h.. Die Insel hat insgesamt 66 Gipfel.
Mit diesen Daten ist Eysturoy nicht nur die zweitgrößte färöische Insel, sondern liegt auch nach der Einwohnerzahl auf Rang 2. Wichtige Zentren sind Fuglafjørður im Norden und das Ballungsgebiet der Kommunen Runavík und Nes/Toftir im Süden.
Eysturoy ist durch eine Autobrücke mit Streymoy verbunden. Die Insulaner bezeichnen sie (scherzhaft) als einzige Autobrücke über den Atlantik. Das Siedlungsgebiet von Runavík wurde von der Hauptstadt Tórshavn früher mit der Autofähre erreicht, heute führt der schnellste Weg durch den (allerdings nicht günstigen) Eysturoyartunnilin, wodurch sowohl Runavík als auch Strendur von Tórshavn in nur noch 20 statt früher bzw. ohne Tunnel in 64 Minuten erreicht werden können. Autofähren gibt es nicht mehr. Wichtiger lokaler Fährhafen ist auch Leirvík an der Ostküste. Von hier gelangt man zu den Nordinseln mit der zweitgrößten färöischen Stadt Klaksvík. Im August 2006  wurde auch diese Fähre eingestellt, weil der 6,2 km lange Nordinselntunnel eröffnet wurde, der planmäßig im Juni 2005 durchstochen wurde.
Bekannteste Sehenswürdigkeiten auf Eysturoy sind Eiði mit malerischer Lage in einer dramatischen Landschaft; Gjógv, eines der beliebtesten Fotomotive durch seinen kleinen natürlichen Hafen in einer Felsspalte; Gøta mit dem Museum Blásastova und die Thermalquelle von Fuglafjørður (varmakelda), die vom vulkanischen Ursprung des Archipels zeugt. Zwischen Eiði und Gjógv/Funningur führt eine steile Passstraße über den 392 m hohen Eiðiskarð, der direkt unterhalb des Slættaratindurs liegt, dem mit 882 m höchsten Berg der Färöer.
An der Nordspitze Eysturoys befinden sich auch die sagenumwobenen Basaltsäulen Risin und Kellingin. Erwähnenswert sind außerdem die kleinen Wälder der Insel Eysturoy, von denen der Viðarlundin í Søldarfirði mit einer Fläche von 1,72 ha und der Viðarlundin á Selatrað mit 1,55 ha die beiden größten sind.

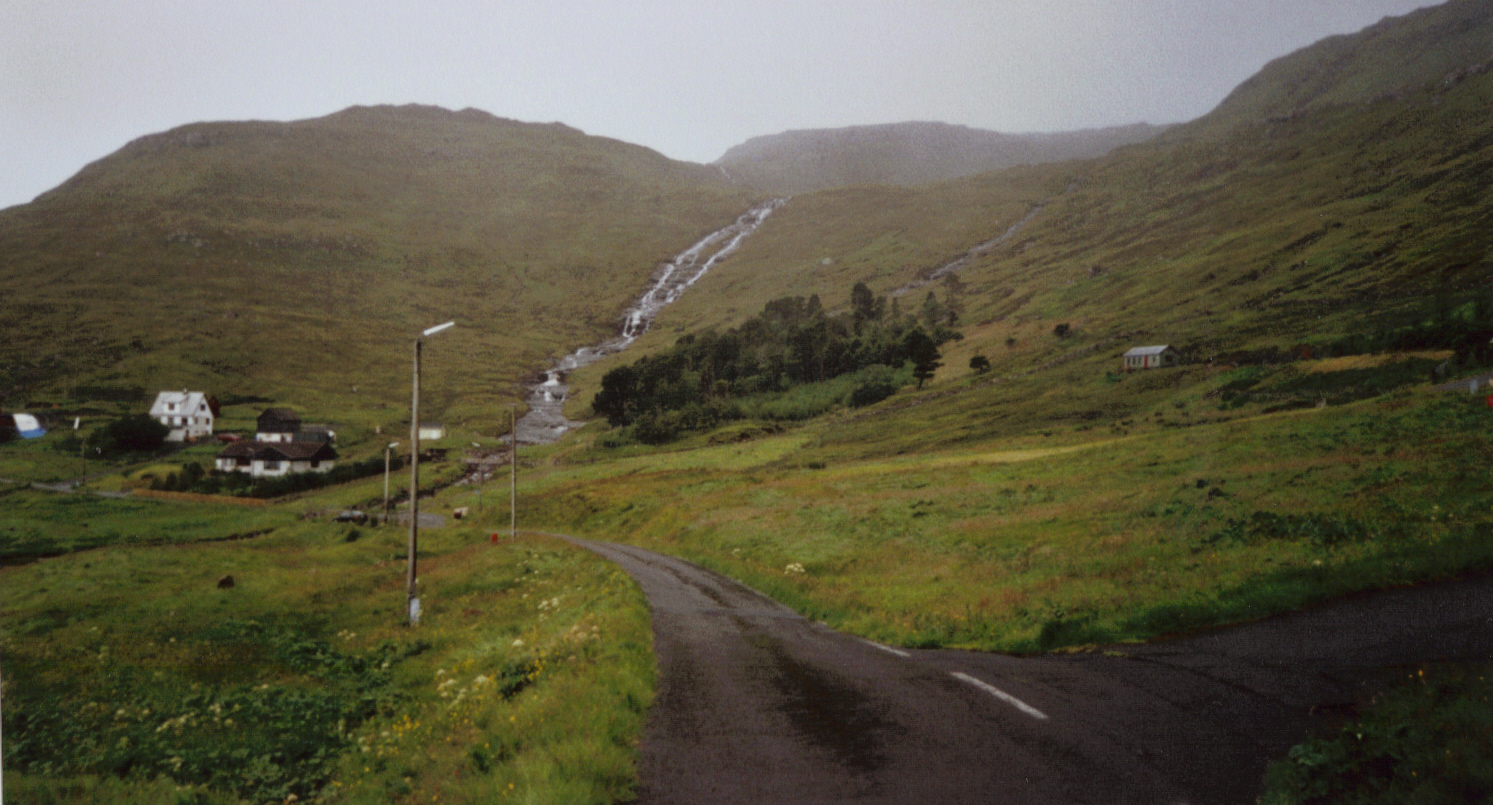
Wald bei Selatrað
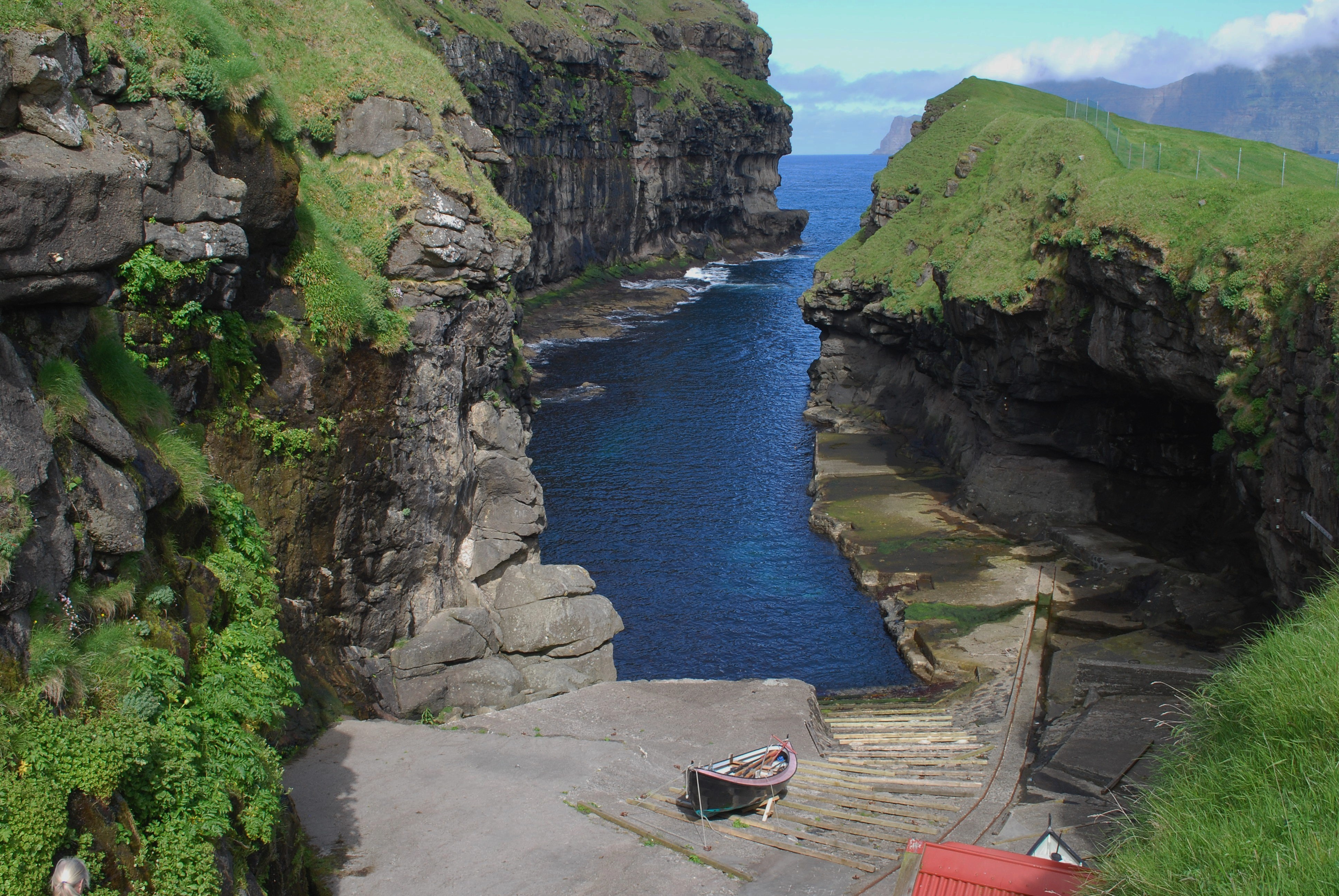
Hafen in einer Felsspalte bei Gjógv
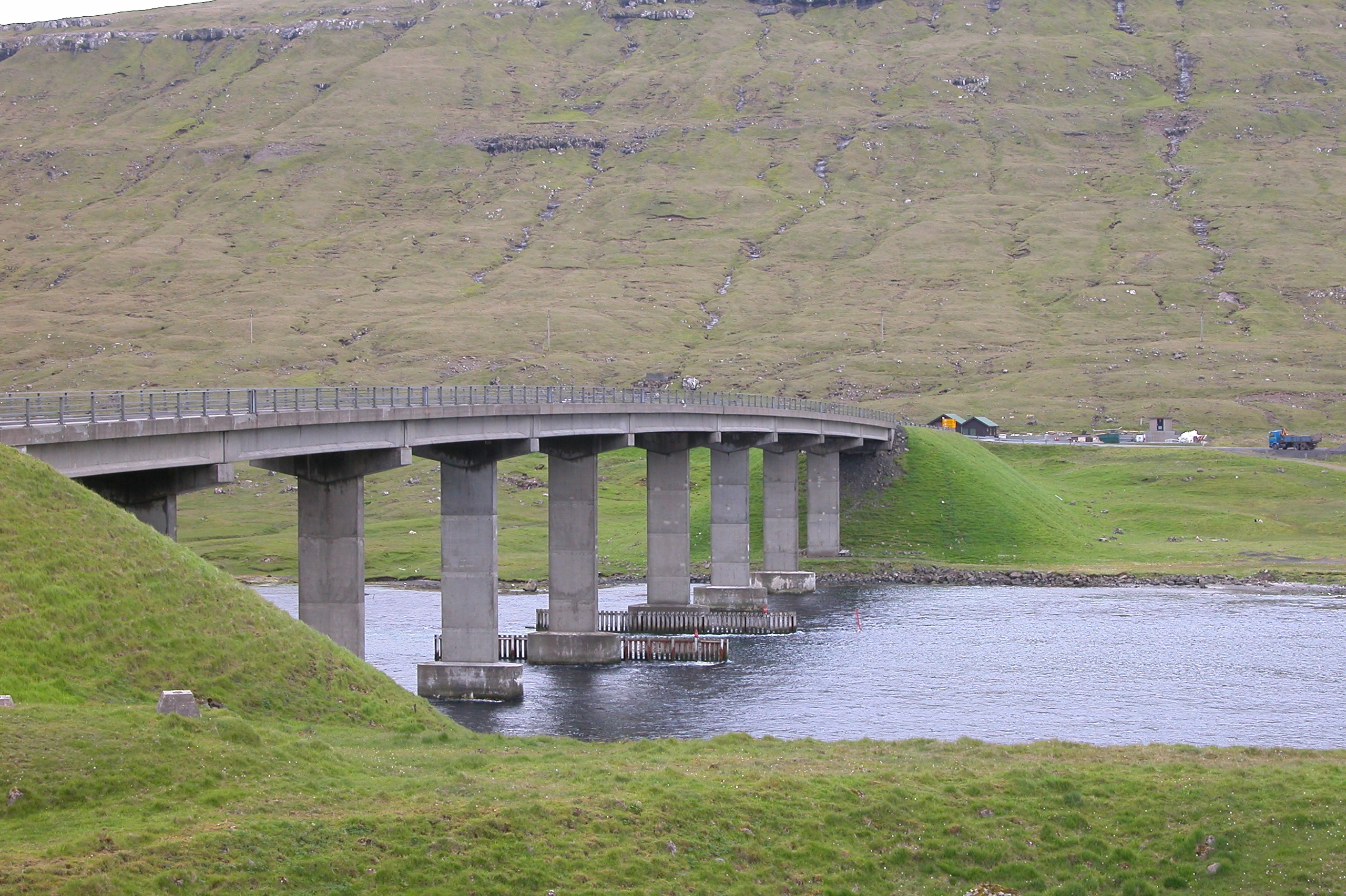
Brücke über den Atlantik bei Oyrarbakki